# Laothoe brunnea
Laothoe brunnea är en fjärilsart som beskrevs av Huard 1928. Laothoe brunnea ingår i släktet Laothoe och familjen svärmare. Inga underarter finns listade i Catalogue of Life.